# Zwergkanadagans
Die Zwergkanadagans (Branta hutchinsii) ist eine Gänseart aus der Familie der Entenvögel; sie wird erst seit 2004 als eigenständige Art anerkannt. Die Unterarten, die heute als Zwergkanadagans bezeichnet werden, wurden zuvor der Kanadagans zugerechnet. Taxonomen hatten die Aufteilung der Unterarten der Kanadagans in mindestens zwei, wenn nicht sogar drei oder vier neue Arten seit den 1970er Jahren immer wieder verlangt. Die Trennung in zwei Arten wurde 2004 von der American Ornithologist Union verabschiedet; die British Ornithologists Union folgte dieser Verabschiedung im Juni 2005.
Die Zwergkanadagans kommt von Kanada bis Mexiko vor. Auch auf der Halbinsel Kamtschatka in Ostsibirien, in Ostchina und in ganz Japan kommen gelegentlich Zwergkanadagänse vor. Trotzdem hält die IUCN die Populationen in Japan für erloschen.
Die IUCN beziffert den Gesamtbestand der Art auf 100.000 bis eine Million Tiere und stuft sie als „nicht gefährdet“ (least concern) ein.

## Merkmale
Wie die Kanadagans weist auch die Zwergkanadagans ein weißes Kehlband auf. Die Unterscheidung von den heute der Kanadagans zugerechneten Arten ist nicht einfach, da sich die Arten sehr ähneln. Grundsätzlich ist die Zwergkanadagans etwas kleiner als die Kanadagans und hat einen kurzen Hals sowie einen kurzen Schnabel. Ihr Gefieder ist entweder völlig dunkel gefärbt oder es ist dunkel mit einem hellen Halsring. Im Vergleich zur Kanadagans ist ihre Stimme höher und klärrender. Sie ruft „gek - gek“, „jilk-jilk a-lick“ oder „aik“.
In der Literatur wird gelegentlich darauf hingewiesen, dass Kanadagänse eine umso größere Nistplatztreue aufweisen, je weiter nördlich sie brüten. Man bezieht sich dabei auf die Zwergkanadagans. Dieser Art steht nur ein kurzes Zeitfenster für die erfolgreiche Aufzucht ihrer Jungen zur Verfügung. Sie muss daher direkt nach der Rückkehr mit ihrem Nestbau beginnen und entscheidet sich dabei häufig für Standorte, an denen sie im Jahr zuvor bereits erfolgreich ihre Jungen groß gezogen hat.

## Nachweise